# Осипова Євдокія Олексіївна
Євдокія Олексіївна Осипова (19 серпня 1919, улус Одіса Балаганського повіту Іркутської губернії, тепер Нукутського району Іркутської області, Російська Федерація — 18 грудня 1974, місто Улан-Уде, тепер Бурятія, Російська Федерація) — радянська діячка, головний зоотехнік, начальник Усть-Ординського окружного управління сільського господарства, директор радгоспу «Усть-Ординський» Іркутської області. Депутат Верховної Ради СРСР 6-го скликання.

## Життєпис
Народилася в селянській родині, батько наймитував. З 1934 року працювала санітаркою фельдшерського пункту, потім була колгоспницею колгоспу «Труд Ильича».
У 1935—1937 роках навчалася в Кутулицькій агрозоотехнічній школі Аларського району Іркутської області.
З 1937 до 1940 року працювала зоотехніком у колгоспі «Труд Ильича», а потім у Нукутському районному земельному відділі Усть-Ординського Бурятського національного округу Іркутської області.
У 1940—1942 роках навчалася в Іркутському сільськогосподарському технікумі. Член ВКП(б) з 1941 року.
З 1942 до 1946 року працювала в Боханському та Осинському районних земельних відділах Усть-Ординського Бурятського національного округу Іркутської області. 
У 1946—1950 роках — головний зоотехнік Усть-Ординського окружного земельного відділу Іркутської області.
У 1950—1953 роках — начальник Усть-Ординського окружного управління сільського господарства; завідувач сільськогосподарського відділу Ехірит-Булагатського районного комітету КПРС Усть-Ординського Бурятського національного округу Іркутської області.
У 1953—1958 роках — головний зоотехнік Усть-Ординської машинно-тракторної станції (МТС), начальник інспекції із сільського господарства виконавчого комітету Ехірит-Булагатської районної ради депутатів трудящих.
У 1959—1961 роках — голова колгоспу «Улан-Туг» Ехірит-Булагатського району Усть-Ординського Бурятського національного округу Іркутської області.
У травні 1961—1970 роках — головний зоотехнік, директор радгоспу «Усть-Ординський» Ехірит-Булагатського району Усть-Ординського Бурятського національного округу Іркутської області.
У 1970—1973 роках — директор державної племінної станції та начальник Усть-Ординського племінного об'єднання Іркутської області.
У 1973 році переїхала до міста Улан-Уде. З 1973 до 18 грудня 1974 року — начальник Бурятського республіканського племінного об'єднання.
Загинула в автомобільній аварії 18 грудня 1974 року в місті Улан-Уде Бурятської АРСР.

## Нагороди та звання
- дві медалі «За трудову доблесть»
- медаль «За освоєння цілинних земель»
- медаль «За доблесну працю у Великій Вітчизняній війні 1941—1945 рр.» (1945)